# Kirsten Madsdatter
Kirsten Madsdatter (død 1629) var Christian IV's elskerinde og mor til Christian Ulrik Gyldenløve. Hun havde et forhold til ham allerede inden dronning Anna Cathrines død i 1612. Hendes søn Ulrik Christian fødtes i 1611, samtidig med kongeparrets søn Ulrik.
Hun var muligvis datter af Københavns borgmester Matthias Hansen og var kammerpige hos dronning Anna Cathrine.